# Atlas linguistique italien
L’Atlas linguistique italien (Atlante linguistico italiano en italien, ALI en sigle) est un projet d'atlas linguistique de l’Italie débuté en 1924, dont le premier volume a été publié en 1995. Ses enquêtes ont enregistré les variantes dialectales de mots et leurs prononciations mais aussi d’idées et concepts. Le projet est une collaboration entre l’université de Turin et la Société philologique frioulane « G.I. Ascoli » d’Udine, et a son centre de recherche à Turin. Son directeur est Lorenzo Massobrio, et son codirecteur Gian Luigi Beccaria.
Le projet ALI est fondé en 1924 sous la direction de Matteo Bartoli et à l’initiative de la Société philologique frioulane « G.I. Ascoli ». 
L’enquêteur principal est Ugo Pellis, qui a fait plus de sept cents enquêtes sur le terrain entre 1925 et 1940. Après la Seconde Guerre mondaine, Benvenuto Terracini a terminé les enquêtes de 1952 à 1965. La préparation de l’atlas s’est faite dans les années 1980 grâce à Arturo Genre et Lorenzo Massobrio, et il est publié par l’Istituto Poligrafico e Zecca dello Stato à partir de 1995.